# Тримінг
Тримінг (англ. trimming — обрізати, висмикувати) — акуратне видалення частини шерсті тварин. Перш за все, тримінг застосовується до жорсткошерстих порід собак таких як шнауцери і деякі тер'єри.

## Структура шерсті собак
Шерсть у собак складається з різного за призначенням, довжиною, товщиною, формою і густиною волосся. Нижній шар шерстного покриву, що безпосередньо примикає до шкіри, складається з відносно коротких, густих, тонких і шовковистих волосин, які нагадують пух і називаються підшерстям. Призначення підшерстя — збереження тепла тілі тварини. Підшерстя поширено на тулуб собаки.
Трохи довше і міцніше остьове волосся, розташоване на всьому тілі собаки — на голові, тулубі, ногах. Його призначення — також збереження тепла, захист організму від перегріву сонячними променями й збереження підшерстя.
Третій вид — покривне волосся, найдовше і грубе. Закриваючи підшерстя та остьові волосся, воно захищає найвразливіші місця на тілі собаки та розташоване на шиї, на холці, спині, крупі й у меншій кількості на плечах, боках, стегнах і на верхній стороні хвоста.
Остьове і покривне волосся утворює шерсть. Залежно від клімату, умов утримання, а також у результаті спеціального відбору за цією ознакою шерсть у собак сильно варіює і видозмінюється.

## Виникнення потреби
Жорсткошерсті тер'єри та шнауцери володіють добре розвиненим підшерстям, відносно невеликою кількістю остьового волосся і довгим, сильно розвиненим, грубим покривним волоссям, яке у них, на відміну від інших порід собак, розташоване на всьому тілі, починаючи з голови, і має вигнуту у верхній своїй третині форму («з надломом»). Ці сильно розвинені, довгі й жорсткі волосини візуально змінюють справжню форму тварини, роблячи її неохайною. Довгі патли, забруднюючись і ущільнюючись, звалюються в повсть, засмічуються різними колючками та значною мірою заважають рухам собаки.

## Історія
У середині XIX столітті на батьківщині тер'єрів, у Англії, був введений спеціальний догляд за їх шерстю. Спочатку тримінг зводився до стрижки та вищипування руками відмерлого волосся під час линяння (звідси розповсюджений і зараз термін — «щипка»), але, поступово вдосконалюючись, він придбав певні форми, правила і систему проведення. Правила тримінгу увійшли в міжнародні стандарти породи.

## Проблемність проведення
Тримінг потребує деякого набору інструментів і певних знань та навичок. Звичайно, тримінг можна замінити на зрізання шерсті ножицями, або машинкою, багато хазяїв тер'єрів, спрощуючи цей своєрідний догляд за шерстю і зводячи його лише до додання зовнішньої форми, не тримінгують своїх собак, а просто стрижуть їх. Однак такий підхід не завжди виправданий. Собака мисливця має мати надійний захист від зубів хижаків. Але тримінг і стрижка не рівнозначні. При тримінгу підшерстя та змертвіле остьове волосся ретельно вичісують гребенем, а покривне волосся обривають. Досягаючи граничного віку і довжини, волосинки «січуться» і легко обриваються у витонченій частині. При стрижці ж одночасно й однаково зрізають усе волосся. Тонке пухове волосся підшерстя зростає набагато швидше остьового і покривного. У цьому випадку шерстяний покрив незабаром стає м'яким, пухнастим, легко забруднюється і втрачає свої захисні властивості для собаки.